# Lac San Roque
Le lac artificiel Lago San Roque ou Lac San Roque est né de la construction du barrage de même nom. Il est situé à Villa Carlos Paz, dans la Valle de Punilla de la province de Córdoba en Argentine, et retient les eaux du Río Primero.
Le barrage fut édifié pour fournir de l'eau à la grande cité de Córdoba en emmagasinant les eaux abondantes de la saison des pluies (décembre à mars) et les redistribuer pendant les mois plus secs. Sa construction débuta en 1880 et fut considérée comme l'œuvre d’ingénierie la plus importante des deux Amériques.

## Alimentation
Le lac reçoit les apports des Río San Antonio et Río Cosquín principalement, avec en plus secondairement les ríos Los Chorrillos et Las Mojaras. Il alimente le Río Primero aussi appelé Río Suquía. 

## Description chiffrée du lac
Ses coordonnées sont 31° 02′ S, 64° 04′ O, 600 mètres d'altitude. 
- Sa surface se trouve à une altitude de 600 mètres.
- Son niveau peut fluctuer de 8 mètres.
- Sa superficie est de 16 500 000 m2 soit 16,7 km2 (un peu plus de la moitié du lac d'Annecy en France).
- Sa profondeur moyenne est de 11 mètres.
- Sa profondeur maximale est de 25 mètres.
- Le volume d'eau contenu est de 190 millions de m3.
- La longueur de ses rives est de 54,5 kilomètres.
- Le temps de résidence des eaux est de 0,373 an.
- L'étendue de son bassin est de 1 750 km2
- Son émissaire, le Río Primero a un débit de plus ou moins 16,2 m3/s à la sortie du lac.

## Utilisation des eaux du lac
- Usage domestique  0,005 m3/s
- Irrigation  0,038 m3/s
- Industriel  0,013 m3/s
- total 0,056 m3/s, soit 1 764 000 m3/an

Ce qui est très raisonnable pour une population résidente de 30 000 habitants.

## Tourisme

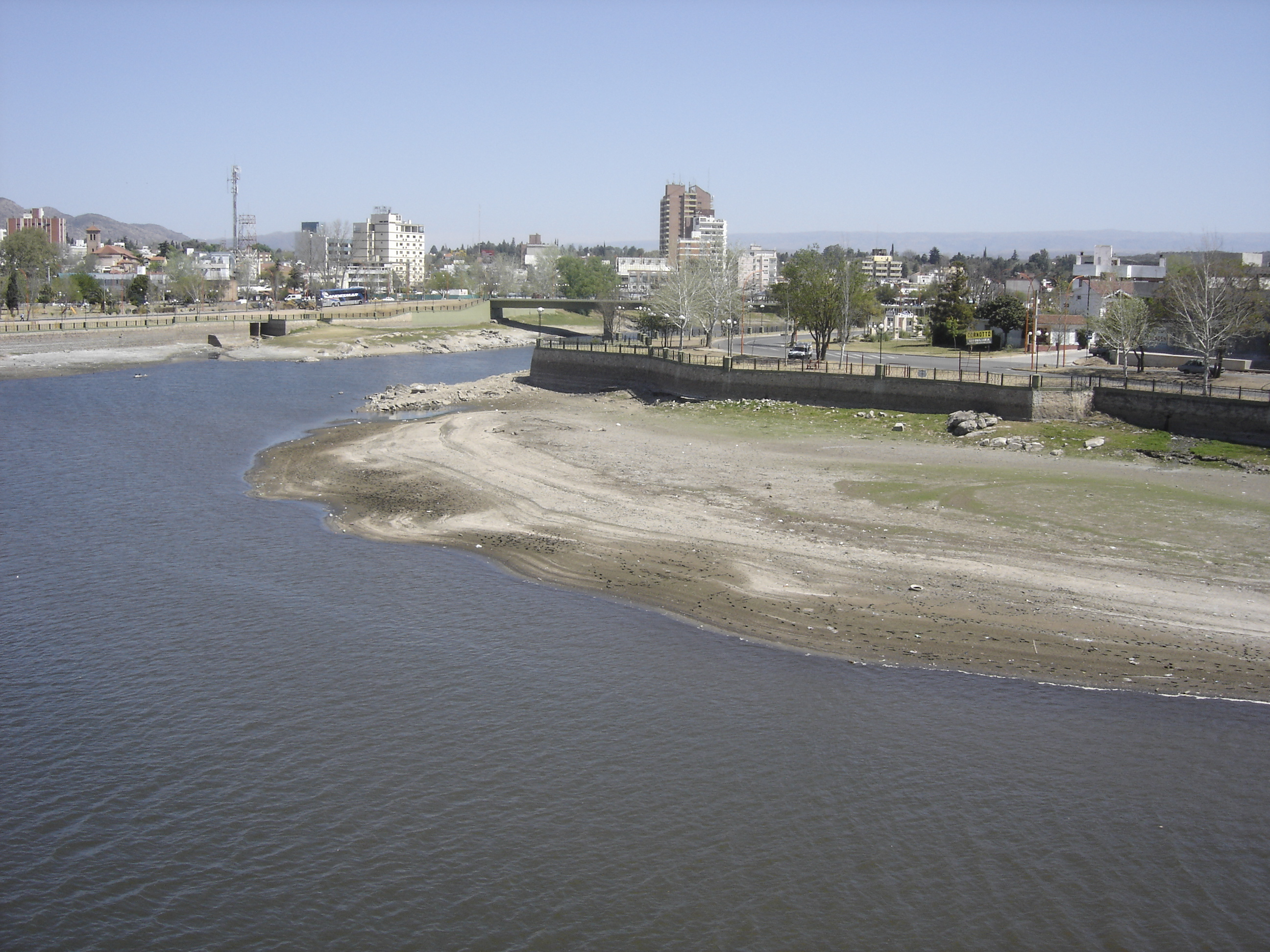
Vue de Villa Carlos Paz sur la rive du Lago San Roque.

La formation du lac en amont du barrage fit de la ville de Villa Carlos Paz le principal centre touristique de la région suivi des communes de Villa Parque Siquiman, San Roque, Villa del Lago. Renommé pour la pratique de divers sports nautiques comme windsurf, navigation à voile, à moteur, jetski, canotage, etc.